# Bit Adini

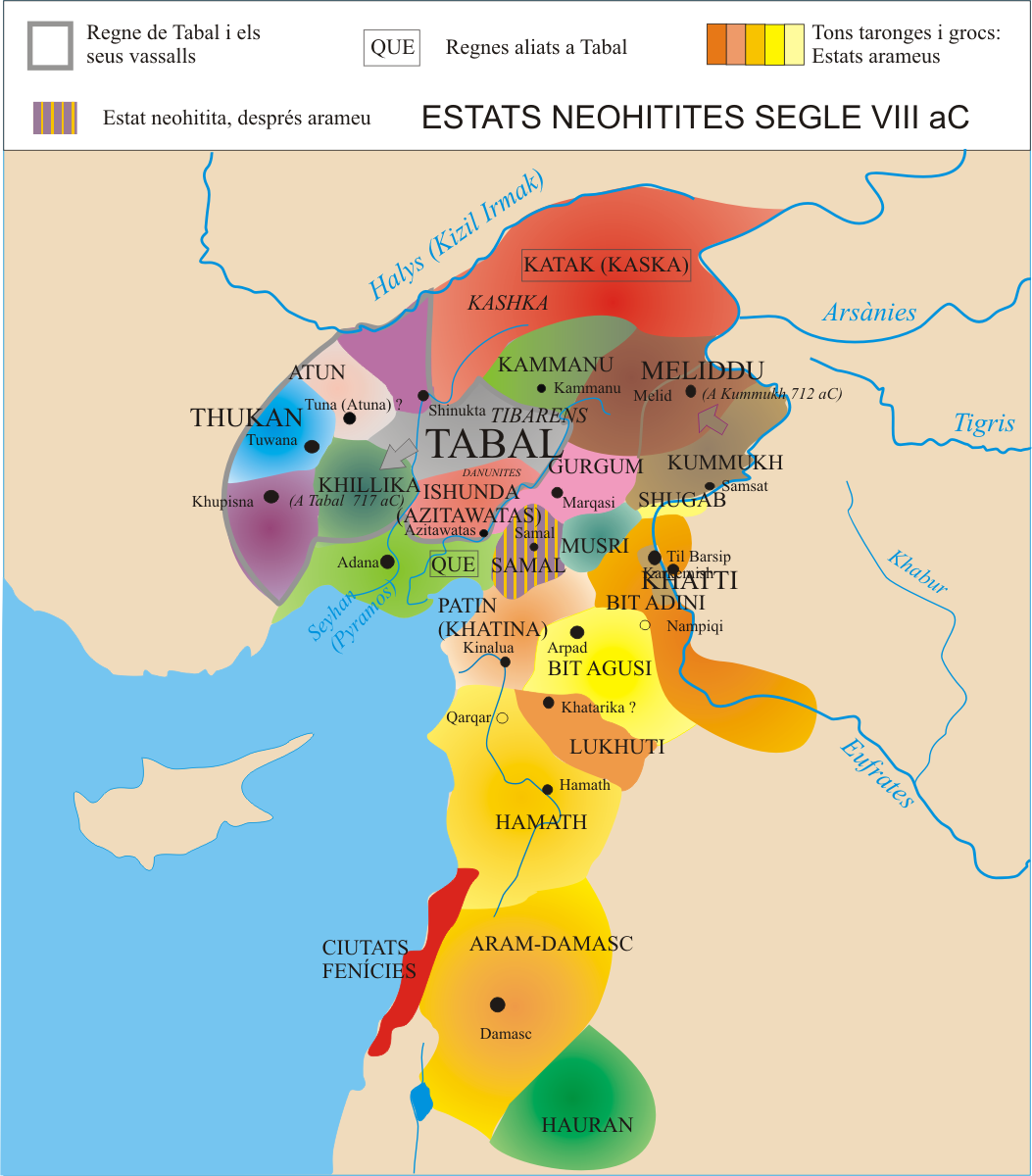
Estados luvitas (neohititas) y arameos durante el siglo VIII a. C.

Bit Adini (también conocido como Beth Eden en la Biblia) fue un Estado arameo situado en el valle del río Éufrates en la zona de la actual ciudad de Alepo en Siria y unos 20 km al sur de Karkemish. La mayoría de las fuentes de información sobre dicho Estado son de origen asirio, con quienes Bit Adini mantuvo varios conflictos, hasta ser finalmente absorbido por el Estado asirio en la época de Salmanasar III.

## Historia
Tras la crisis de los grandes imperios del siglo XII a. C. amplias zonas semiáridas del norte de Siria quedan bajo el control político de las tribus arameas que tras sedentarizarse formaran diversos estados durante los siglos XI y X a. C. y que pasaran a controlar las rutas comerciales entre Mesopotamia, el Levante y los reinos luvio-arameos de Anatolia (conocidos en la historiografía tradicional como reinos neohititas). Entre ellos se encuentra Bit Adani, situado en el valle del río Éufrates y con su capital Til Barsip estratégicamente situada sobre un vado del río.
Con el resurgir de Asiria, consolidado durante el reinado de Asurnasirpal II, Bit Adini ve peligrar su influencia y relaciones comerciales en la zona con lo que, junto a Babilonia, promueve sublevaciones de pequeños estados fronterizos con Asiria. Tras aplastar estas sublevaciones, Asurnasirpal II no se atreve a enfrentarse a Babilonia y se vuelve contra Bit Adini al que arrebata el territorio situado al este del Éufrates.
Hacia el año 858 a. C., Bit Adini encabeza una coalición de estados arameos y luvitas del norte de Siria y sur de Anatolia en contra del nuevo soberano asirio Salmanasar III. La coalición es derrotada y el reino de Bit Adini es anexionado a Asiria y convertido en provincia. Su capital será rebautizada como Kar-shulman-ashare-du (“fortaleza de Salmanasar” ) y será la sede del gobierno de la provincia.
La conquista por parte de Asiria no supuso un gran cambio cultural en la región, la lengua aramea se mantuvo y prosperó, y parte de la oligarquía local entró al servicio del Imperio asirio.